# Sulfat de stronțiu
Sulfatul de stronțiu este o sare a acidului sulfuric cu stronțiul. Mineralul numit celestină are aceeași formulă chimică cu sulfatul de stronțiu, constituind, împreună cu stronțianitul, unul dintre singurele surse de stronțiu din natură. Culoarea sa este albă sau incoloră.
1. ↑  „Sulfat de stronțiu”, Strontium sulfate (în engleză), PubChem, accesat în 14 octombrie 2016